# 銀河英雄伝説の登場勢力
本項では田中芳樹のSF小説『銀河英雄伝説』における登場勢力について解説する。

## 銀河帝国（ゴールデンバウム朝）
物語において自由惑星同盟と相対する二大勢力の1つ。通称「帝国」（「ライヒ」とルビがふられることもある）。首都はヴァルハラ星系惑星オーディン。政体は専制君主制（同時に貴族制）。元首は皇帝。貨幣単位は帝国（ライヒス）マルク。暦法は帝国暦。国名の帝国語表記はノイエ版では「GALAKTISCHES REICH」となっている。
物語開始の約800年前、人類は銀河統一政府（銀河連邦）を設立し、これを宇宙暦元年とした（西暦2801年）。それから約300年後に、軍人として名声を得た後に銀河連邦の議員となったルドルフ・フォン・ゴールデンバウムが疲弊した銀河連邦に嫌気が差していた世論の高い支持を背景に独裁政権を確立し、その後、宇宙暦310年に自らを神聖にして不可侵たる皇帝として銀河帝国を建国した。また同時に宇宙暦を廃して帝国暦に改めた。当初は旧銀河連邦から引き継いだ議会が存在したが、帝国暦9年の悪名高い「劣悪遺伝子排除法」から民衆の反発が強まるとこれを永久解散して専制君主制となり、いわゆる政治警察である社会秩序維持局を設立して共和主義者を主体とする反政府勢力など政治犯・思想犯の取締りや弾圧を行う。また自らの盟友を貴族に任命して国政に当たらせるなど貴族制を確立し、以降、本編開始となる帝国暦487年まで体制が維持されてきた。本編開始時点で1000以上の恒星系を支配統治する。
ルドルフは貴族階級を創設する際に白人のみを選び、特権とともに古ゲルマン風の姓名を与えた。加えてルドルフは血統主義者だったために上記の貴族制以外にも「劣悪遺伝子排除法」を制定して遺伝病を持つ者、精神障害者、無能な者や貧しい者を社会から排斥した。作中に帝国出身者として登場する人物は、すべてゲルマン・ドイツ系の姓名を持っている。服装や建築などは中近世ヨーロッパ風の出で立ちになっており、特に貴族階級や軍部は華美な装飾が目立つ。ノイエ版については19世紀のプロイセン王国やドイツ帝国期風の出で立ちで、リヒテンラーデといった尚書（大臣）クラスも含め文官は背広であり、兵士はピッケルハウベ風のヘルメットをしている。
内政は、皇帝が親政を執る例を除けば文官筆頭の帝国宰相が司る。専門の各省庁（国務・軍務・財務・内務・司法・学芸・宮内・典礼）があり、帝国宰相以下、国務尚書・軍務尚書・財務尚書といった形で皇帝が貴族の中から尚書（大臣）を任命するという形式を取る。本編開始時点では第31代皇帝オトフリート3世の皇太子時代の先例を憚って帝国宰相職を空位として代わりに帝国宰相代理が置かれ、国務尚書が兼務する。また先述の通り、貴族制であり、公爵を頂点とする五爵（公・侯・伯・子・男）と、その下に帝国騎士（ライヒスリッター）といった爵位のない下級貴族がいる。特に帝国開闢以来の名門や、皇族に血筋が近い家柄は門閥貴族と呼ばれ厚く遇される。また、上級貴族は惑星や星系単位の領地を持ち、自治権を認められている（広くはフェザーンもこれに含まれる）。
軍事は三長官職（軍務尚書（軍政）・統帥本部総長（軍令）・宇宙艦隊司令長官）を筆頭とし、階級は近代軍隊制度に従い元帥を極位として、将校（将・佐・尉・准）に下士官と一般兵がいる形となっている。階級制度は同盟とほぼ同じだが、元帥は元帥府として独立した指揮権を持つことができたり、将官位に上級大将があるなどの違いがある。貴族制度との結びつきが強く、軍上層部には武門の名門が列したり、門閥貴族などの有力貴族が名誉職や形式（予備役）として元帥や将官位を持っていることがある。このため元々、大将以上のクラスに平民が任じられることはほとんどなかったが、同盟との戦いが始まると実力主義の必要性にも迫られ、特に第2次ティアマト会戦における高級軍人の大量戦死を受けて平民にも広く門戸を開くようになる。本編開始時点ではミッターマイヤーのような例が見られる。常設の宇宙艦隊の数は全部で18個艦隊とされるが、作中では貴族が私設艦隊を保有していたり、ラインハルトが元帥府を開いて独自の指揮系統を持つなどするため、同盟と比べてあまり意識されない。
男女間の格差などは特に明示されていないが、同盟と異なり、政界や軍部の幹部（将校）に女性はいない。また、一般兵士でも前線には女性兵の登場はないが、後方には女性兵はいる。歴代皇帝も最後にラインハルトによって帝位につけられた幼帝カザリン・ケートヘン1世を除けば全員が男であった。ただし、リップシュタット戦役時に門閥貴族のブラウンシュヴァイクとリッテンハイムが自らの娘を帝位に着けようとしているなど、ラインハルトが最高権力者となるまで女帝が禁止されていたわけではない。また、第2代皇帝ジギスムント1世はルドルフの長女の息子であり、ブラウンシュヴァイクらの娘もフリードリヒ4世の娘の娘であるなど、男系という拘りもなかった。また、ヴェストパーレ男爵夫人マグダレーナのように女性が当主の貴族の例もある。
「人類社会唯一の正統政権」「宇宙は広大無辺なれど、その全ては皇帝が統治するところ」がルドルフ以来の国是であり、それがゴールデンバウム王朝による人類社会の支配の正統化と結び付けられてきた政治的理念の背景もあり、同盟を対等な国家とは見做さず「自由惑星同盟を僭称する辺境部の叛乱勢力」。あるいは単に「叛徒」「叛乱軍」と呼称しており、あくまで国内の賊の類として扱っており、戦争に対して「叛乱軍の魔手から民衆を開放する」という大義名分を掲げているので虐殺や殲滅を目的としているわけではないが、捕虜や拉致した同盟市民に対しては「共和主義と言う迷妄からの再教育」と称して政治犯罪者・思想犯罪者であるとして強制収容所に放り込み、過酷な強制労働を強いている。
貴族や高級官吏らといった社会の特権階級によって平民が虐げられ、言論の自由が抑圧された独裁国家と描写され、同盟の「腐敗した民主政治」、後のラインハルト政権による「清潔な独裁政治」と対比して、議論の余地なく最悪な「腐敗した独裁政治」と呼称される。
作中ではリップシュタット戦役を経てラインハルトが軍部三長官及び帝国宰相として事実上帝国を掌握し、皇帝は名目上のものとなる。その後、ラインハルトがバーラトの和約をもって形式上の銀河統一を果たした後、禅譲という形で新銀河帝国が成立し、滅亡する。

## 新銀河帝国（ローエングラム朝）
物語中盤においてゴールデンバウム朝から禅譲された形でラインハルトが興した新たな銀河帝国。新銀河帝国とも。首都ははじめオーディンにおかれたが、すぐにフェザーン星系第二惑星フェザーンに遷都する。政体は専制君主制（皇帝親政）。元首は皇帝（事実上、作中では初代皇帝のラインハルトのみ）。暦法は新帝国暦。
第5巻の終わりにて、”神々の黄昏”作戦によって同盟を事実上降したラインハルトが帝国暦490年6月22日に最後の皇帝カザリン・ケートヘンから禅譲される形で成立した。同時に暦法を新帝国暦に改める。基本的にはゴールデンバウム朝の体制を引き継いでいるが、ラインハルトによる皇帝親政として宰相（あるいは宰相代理）は置かれない。また、各省庁では貴族社会の利害調整を行っていた典礼省が廃止され、代わりに民政省と工部省が新設される（国務・軍務・財務・内務・司法・民政・工部・学芸・宮内）。これによって内閣は皇帝以下、9名の尚書に内閣書記官長を加えた計10名で構成される。貴族制度は残っているものの、典礼省の廃止に見られるように家柄が貴族というだけで厚く遇されるような体制は改められ、民政に力を入れる方向性になっている。国家暴力による恐怖政治などもラインハルトの意向で改められる方向にあり、悪名高き社会秩序維持局は旧王朝末期に廃止されたものの、代わって不平貴族の取り締まりなどを目的として新設された内国安全保障局は引き続き存置される。
ゴールデンバウム朝時代の悪法や旧弊は排除される方向にあるが、皇帝弑逆未遂罪など、改定や廃止されていなければ、旧法がそのまま実定法として生きている例もある（もっとも連座制で犯人の家族まで咎が及ぶようなものは実際に発生した段階でラインハルトの意向を受け運用が改められている）。
総じて、専制君主による国家暴力を背景とした恐怖政治の独裁国家（すなわちルドルフ治世下）ではなく、作中で「清潔な独裁政治」と呼称されるように聡明で寛容な専制君主による理想的な独裁統治として描かれる。

## 自由惑星同盟
物語において銀河帝国と相対する二大勢力の1つ。通称「同盟」。原作小説では「フリー・プラネッツ」とルビが降られる。首都はバーラト星系第四惑星ハイネセン。政体は民主共和制。元首は最高評議会議長。貨幣単位は同盟ディナール。暦法は宇宙暦。国歌は「自由の旗、自由の民」。
帝国暦164年に流刑地からの脱出に成功した共和主義者アーレ・ハイネセンとその同志達が、約半世紀に渡る「長征1万光年（ロンゲスト・マーチ）」と呼ばれる苦難の逃避行の末、居住可能な惑星を持つ安定した恒星群を見つけ出し民主共和制国家として建国する。建国年は帝国暦218年だが、銀河連邦の正統な後継政府として同時に宇宙暦を復活させため、公用では宇宙暦527年を建国年とする。自由惑星同盟が成立した宙域は、帝国側（すなわち地球のある側）とほぼ同じ広さを持つが、二本の細い宙域（後のフェザーン回廊とイゼルローン回廊）を通らねば行くことはできず、当時は帝国から宙域自体の存在を認識されていなかった。このため、帝国に察知されることなく、民主共和制や自由主義の理念に従って発展を遂げることができた。その後、宇宙暦640年（帝国暦331年）にその存在が帝国に察知され、同盟領に大規模な遠征軍が派遣されるがこれを記録的大勝利で退ける（ダゴン星域会戦）。以降、帝国との戦争が始まるが、帝国内の民主共和主義者などの亡命者も迎え入れることになり、さらに大きく発展する（ただし、亡命者の中には政争に破れた貴族や犯罪者のような者も含まれ、質的変化を余儀なくされたともある）。
文化風俗は原作中には特に記載はないものの、OVA版・道原版・藤崎版・ノイエ版と、いずれも現代的あるいは近未来的なものになっている。また、黒人やE式の姓名を持つ人物などが混在しているのも特徴である。
内政は国民投票によって選出された議員で構成される最高評議会をトップとする。国家元首たる最高評議会議長以下、各部門（国務・国防・財政・法秩序・天然資源・人的資源・経済開発・地域社会開発・情報交通）の委員長を評議員として構成する。議長と各委員長職を兼職することは、ルドルフが政府役職を兼務して独裁権を確立した故事にしたがって同盟憲章（憲法相当の基本法）で原則禁止されている。また、国務委員長は最高評議会の副議長を、情報交通委員長は政府スポークスマンを兼ねる。惑星単位の政府（自治体）も存在している。
軍事は民主共和制としてシビリアン・コントロールに基づき最高司令官は最高評議会議長となり、軍政のトップを国防委員長が司る。軍部のトップは統合作戦本部長で、その下に宇宙艦隊司令長官がいる。国防委員長（軍政）・統合作戦本部長（軍令）・宇宙艦隊司令長官が、帝国の軍事トップである三長官に対応する。階級は近代軍隊制度に従い元帥を極位として、将校（将・佐・尉・准）に下士官と一般兵がいる形となっており、上級大将位がないこと以外は帝国とほぼ一致する。元帥位は極位であることを除けば、帝国と違いそれ自体に特別な権限はない。基本的に将校は士官学校出身だが、士官学校を経ずに艦隊司令官に就任した例が複数存在（ビュコックとモートン）しており、この辺りの具体的な説明は作中にない。常設の宇宙艦隊の数は全部で12個艦隊で、物語序盤でヤン率いる第13艦隊が新設される（物語上は最終的に第15艦隊まで創設される。ただし、作中で13個以上が同時に存在した例はない）。帝国と異なり将官が敗戦責任を問われて処刑された作中例は無い。
男女間の格差などは特に明示されていないが、少なくとも帝国よりは権利が平等であり、最高評議会の情報交通委員長のコーネリアや政治家となったジェシカがいる。軍部においても士官学校を次席卒業して若くして中尉だったフレデリカや、女性兵士もしばしば描写される。
専制に対する立憲制、非寛容な権威主義に対する開明的な民主主義として建国された同盟であったが、少なくとも本編開始時点では政治腐敗が深刻化しており、選挙での支持率のために政府首脳部が無益な戦争を起こす、度重なる戦役で財務的にも人的にも疲弊した状態にある。作中ではラインハルトによる統治の「清潔な独裁政治」に対比して「腐敗した民主政治」とも揶揄される。
第5巻にてハイネセンを制圧され、バーラトの和約によって事実上、帝国の属国となる。その後、第7巻にて冬バラ園の勅令を以て完全に帝国に併呑される。

### エル・ファシル独立政府
バーラトの和約体制下において帝国の傀儡となった同盟中央政府を見限り、独立を宣言した惑星エル・ファシルの自治政府。首都は惑星エル・ファシル（実質的な拠点は後にイゼルローン要塞に移る）。政体は民主共和制。元首は政府首班のフランチェスク・ロムスキー。
イゼルローン回廊の同盟側の出入り口に位置し、たびたび帝国の侵攻を受けていたエル・ファシルがバーラトの和約によって帝国の隷属状態になった同盟を見限り、独立を宣言して成立する。本来は、これに続く他の星系が現れる目論見があったが具体的展望のない行動だったために、結局はエル・ファシル単独の独立となり孤立する。その後、レンネンカンプとレベロの策謀に端を発するヤンのハイネセン脱出を受けて、彼を受け入れ「エル・ファシル独立政府」として改めて民主共和制の守護者としての旗印を挙げる。ただし、政府首班のロムスキーは本業は医者であり、他の政府メンバーも政治の素人であったため、先述の孤立など、稚拙な面が作中で強調される。建前ではシビリアン・コントロールを強調するが、実際の政府方針はヤンら「革命予備軍」（ヤン艦隊）の首脳部に従う形となっており、帝国からも事実上のトップはヤンとみなされていた。
回廊の戦い後のヤン暗殺と、それに伴うロムスキーら政府要人の暗殺を受けて瓦解する。民主共和制を守る意思がある者たちはイゼルローン要塞に残り、イゼルローン共和政府に引き継がれる。

### イゼルローン共和政府
回廊の戦い後に瓦解したエル・ファシル革命政府に代わって成立した政府で、ほぼヤン艦隊を基盤とする。イゼルローン要塞を領域とする。政体は民主共和制。元首はフレデリカ・グリーンヒル・ヤン政府主席。ユリアン・ミンツが軍事司令官を務める。エル・ファシル革命政府と区別するため、成立した月の名前をとって「八月の新政府（ニュー・ガバメント・イン・オーガスタ）」、「八月政府」とも称されたとされる。
第8巻のヤン暗殺を発端として瓦解したエル・ファシル独立政府に成り代わる形で、ヤン艦隊の首脳メンバーたちにより成立する。現実的な帝国との宥和路線を放棄しないことを明示するため、あえて「共和国」を称さなかった。正式な樹立宣言は宇宙暦800年8月8日。民主共和制を標榜しているが、成り行き上、亡くなったヤンの名望に頼らざるをえず、ヤンの妻であるフレデリカが首班、養子のユリアンが軍事（イゼルローン革命軍）のトップを務める（このため、一部の歴史家には「孤児と未亡人による連合政権」と嘲笑もされたとある）。政府としては部局として官房、外交・情報、軍事、財政・経済、工部、法制度、内政を設置している。
第10巻においてシヴァ星域の会戦を経て、旧同盟首都バーラト星系の自治権を勝ち取り、役目を終えたとして解体される。

## フェザーン自治領
物語における第三勢力で、形式上は帝国配下だが事実上の独立勢力で名目上中立の立場にある。通称「フェザーン」。フェザーン星系第二惑星フェザーンの一惑星からなる。政体は特に言及されないが終身制の自治領主によって治められる自由な気風。元首は自治領主（ランデスヘル）。貨幣単位はフェザーン・マルク。
帝国と同盟の戦争が始まって約半世紀後の帝国暦373年（宇宙暦682年）に帝国の大商人レオポルド・ラープが多額の賄賂と嘆願によって帝国政府を説得し、両国の中間地点となるフェザーン回廊中の惑星フェザーンに建国した自治領土。帝国に属しつつも同盟とも交渉や商取引を行い、名目上は同盟を国家として認めていない帝国の代わりに折衝役も務める。軍事力はないが、帝国と同盟の間の中継貿易という形で莫大な利益を上げ、銀河系全体の1割の富を独占する多大な経済力を有し、半ば独立国家の様相を呈する。「侮りを受けるほど弱からず、恐怖されるほど強からず」を国是とし、勢力バランスの維持に腐心する。その正体は地球教の傀儡国家であり、初代領主ラープを含め、代々の領主は地球教からの選任を受ける。
有力商人の合議で選出される自治領主を事実上の元首とする以外に、作中では具体的な説明がない。自治領主は終身制だが、有権者の2割以上の要求によって招集された60人からなる長老会議において、3分の2以上の賛同があれば罷免できるという規定がある。国民達は商人気質の者が多く、独立独歩の自由な気風と説明される。ただし、先述の通り、実際には地球教の支配を受けており、第4代領主ワレンコフは独自路線を歩もうとしたために彼らに暗殺されたことが示唆されている。帝国同盟双方に弁務官を派遣し、また双方から弁務官を受け入れている。
軍事力は最低限の防衛力以外は皆無。フェザーンの最大の特徴はその経済力であり、中継貿易以外にも、帝国と同盟双方に多額の債権を持ち、経済的に支配している。統制された全体主義国家でこそないが、自分たちの自由と利益が侵されれば協力して対処するとみなされている。
第4巻にて”神々の黄昏”作戦の序盤に、同盟への侵攻路を開きたい帝国に制圧され、事実上滅亡する。
藤崎版では設定が大きく変わっている。一般にフェザーン人はおとぎ話の存在で、宇宙海賊の末裔とされる。しかし、実際には帝国・同盟の中枢にフェザーン商人と名乗って出入りをしており、一部の者はその実在を知っており、原作同様に取引を行っている。フェザーン本星自体はフェザーン回廊内にあるのは原作と同様であるが、同回廊は帝国・同盟共に未発見であり、フェザーン人が実在することを知っている者でも、フェザーン本星が実在することや、仮に実在するとしてその位置までは知らない。特にフェザーン人は商人として独り立ちして本星を離れる時、国からフェザーンの秘密を守るよう誓いを要求され、秘密を話すのを防ぐため、頭部に爆弾を埋め込まれる。また、地球教が黒幕であることは原作と同じだが、原作では一般のフェザーン人にその関係は知られておらず、作中で登場するフェザーン人には（ボリス・コーネフやカーレ・ウィロックなどの一般市民はおろか、ルビンスキーやボルテック、ケッセルリンクなどの高官にすら）地球教の信者がいるような描写は無かったのに対し、藤崎版ではボルテックが死に際に「異教徒ども」と言い放つなど、原作よりも地球教との関係が強く描写される。また軍事力においても、宇宙艦隊こそ保有していないが、フェザーン回廊内にはアルテミスの首飾りに似た防衛衛星や、帝国出口側に「ラープ門」、同盟出口側に「カラフ門」と呼ばれる重装備の軍事施設を設置しており、防衛に限ればかなりの軍事力を擁している。

## 地球教
人類の母星である地球への帰依を説く宗教団体で、既存の宗教が衰退した作中世界において唯一登場する宗教体。「地球教会」とも。本部は帝国領内の太陽系第三惑星地球のヒマラヤ山脈・カンチェンジュンガ山の地下にある旧地球統一政府の避難用シェルター跡。トップは総大主教（個人名は明らかにされない。物語後半は事実上ド・ヴィリエが率いる）。同盟と帝国双方に多数の信者を抱え、地球への聖地巡礼を望む者も多い。
人類社会が脱地球を果たし銀河連邦の成立に向かうのと並行して行われた地球内戦を経て、最終的に地球で生き残った勢力が結成した宗教団体で、その本意は地球が持っていた特権的な地位を回復することにあった。しかし、長い歴史の中で物語開始時点では高位幹部でも教義に従った純粋な信仰心を持つに至っており、文字通り宗教団体となっている。また、シリウス戦役以降の地球が政治力や経済力、資源等の潜在力を完全に喪失しているが故に銀河連邦、銀河帝国時代を通してまったく相手にされておらず、事実上の放置という形で地球の自治権が認められている。実はフェザーンの黒幕であり、策謀によって帝国と同盟を共倒れさせ、地球教が事実上銀河を支配することを企んでいた。
第6巻のキュンメル事件で、皇帝暗殺を謀ったとして帝国からテロリスト集団として弾圧されることとなり、最終的にはワーレン率いる帝国艦隊によって地球を制圧され政体としては滅亡する。この戦いで総大主教は亡くなるものの、総書記代理のド・ヴィリエがその死を秘匿することで権力を握り、地下に潜って対帝国に対するテロ活動を続ける。ヤン暗殺事件、ロイエンタール元帥叛逆事件、柊館襲撃事件などを引き起こすも、徐々に残党は減り、物語最後の仮皇宮襲撃事件にて完全に壊滅する。ド・ヴィリエ体制下では、最終的にキリスト教がローマ帝国を乗っ取った故事に擬え、銀河統一を果たしたラインハルトから実質的な権力を簒奪することを企んでいた。